# Camponotus braunsi
Camponotus braunsi é uma espécie de inseto do gênero Camponotus, pertencente à família Formicidae.

## Subespécies
- C. b. braunsi
- C. b. candidus
- C. b. epinotalis
- C. b. erythromelus